# Montaigu-la-Brisette
Montaigu-la-Brisette  là một xã thuộc tỉnh Manche trong vùng Normandie tây bắc nước Pháp. Xã này nằm ở khu vực có độ cao từ 37-131 mét trên mực nước biển.